# Mary (namn)
För andra betydelser, se Mary.
Mary är ett kvinnligt förnamn, den engelska formen av namnet Maria, vilket i sin tur var en latinsk form av det grekiska namnet Μαρία, María eller Μαριάμ, Mariam, som förekommer i Septuaginta och Nya Testamentet. 

## Användningen
I USA var Mary konsekvent det mest populära namnet för flickor från 1880 till 1961. Det föll för första gången utanför topp 100 över de mest populära namnen 2009. Däremot steg den latinska (särskilt spanska) formen Maria till topp 100 år 1944, nådde sin topp på plats 31 på 1970-talet, men föll även den under plats 100 igen 2012. I den finlandssvenska namnsdagslängden har Mary namnsdag 2 juli sedan år 2000.

## Kända Mary
- Drottning Mary av Danmark (f. 1972 , drottning 2024– )
- Drottning Mary I av England, Bloody Mary (1516–1558, drottning 1553–1558)
- Drottning Mary Stuart (1542–1587, drottning av Skottland 1542–1567, drottning av Frankrike 1559–1560)
- Mary J. Blige, soulsångerska (f. 1971)
- Mary Elizabeth Mastrantonio, amerikansk skådespelerska (f. 1958)
- Mary McAleese, irländsk president (f. 1951, president 1997–2011)
- Mary Quant, engelsk modedesigner (1930–1923)
- Mary Robinson, irländsk president (f. 1944, president 1990–1997)
- Mary Westenholz, dansk kyrklig och politisk agitator (1857–1947)
- Maria Stuart, drottning av Skottland mellan 1542 och 1567. (På engelska kallas hon Mary Stuart eller Mary, Queen of Scots ).

## Fiktiva
- Mary Poppins, litterär figur skapad av Pamela L. Travers